# Lekkoatletyka na Światowych Wojskowych Igrzyskach Sportowych 2019 – pchnięcie kulą mężczyzn
Pchnięcie kulą mężczyzn – jedna z konkurencji technicznych rozegranych w dniu 22 października 2019 roku podczas 7. Światowych Wojskowych Igrzyskach Sportowych na kompleksie sportowym WH FRSC Stadium w Wuhanie. Polak Konrad Bukowiecki zdobył srebrny medal wynikiem 21,84 m.

## Terminarz
| Data                      | Godzina (UTC+08:00) | Wydarzenie |
| ------------------------- | ------------------- | ---------- |
| 22 października 2019(dts) | 9:05                | Finał      |

## Rekordy
Tabela prezentuje rekord świata, a także rekord Igrzysk wojskowych (CSIM) przed rozpoczęciem mistrzostw. 
|                                   | Zawodnik         | Wynik | Miejsce  | Data                  |
| --------------------------------- | ---------------- | ----- | -------- | --------------------- |
| Rekord świata                     | Randy Barnes     | 23,12 | Westwood | 20 maja 1990(dts)     |
| Rekord Igrzyska wojskowych (CSIM) | Paolo Dal Soglio | 20,39 | Zagrzeb  | 15 sierpnia 1999(dts) |

## Uczestnicy
Jedno państwo mogło wystawić 2 zawodników. Do zawodów zgłoszonych zostało 15 kulomiotow reprezentujących 12 kraje, sklasyfikowanych zostało 14, jeden zawodnik nie zaliczył żadnego pchnięcia kulą. Złoty medal zdobył Brazylijczyk Darlan Romani wynikiem 22,36, który jest nowym rekordem igrzysk wojskowych. Polskę reprezentowali Konrad Bukowiecki i Jakub Szyszkowski.

## Medaliści
| Złoto                    | Srebro                     | Brąz                      |
| Darlan Romani · Brazylia | Konrad Bukowiecki · Polska | Bob Bertemes · Luksemburg |

## Finał
| Pozycja | Zawodnik                 | Reprezentacja | #1    | #2    | #3    | #4     | #5    | #6    | Rezultat | Uwagi |
| ------- | ------------------------ | ------------- | ----- | ----- | ----- | ------ | ----- | ----- | -------- | ----- |
| 1. !    | Darlan Romani            | Brazylia      | 20,83 | 22,36 | x     | 21,12  | 21,39 | x     | 22,36    | CR    |
| 2. !    | Konrad Bukowiecki        | Polska        | 20,74 | 20,72 | 21,09 | '20,24 | 21,84 | 20,81 | 21,84    |       |
| 3. !    | Bob Bertemes             | Luksemburg    | 20,66 | x     | x     | x      | x     | x     | 20,66    |       |
| 4       | Mohamed Magdi Hamza      | Egipt         | 20,36 | 20,54 | x     | 20,22  | 17,41 | x     | 20,54    |       |
| 5       | Jakub Szyszkowski        | Polska        | x     | 18,78 | 19,64 | 19,25  | 20,37 | 19,81 | 20,37    |       |
| 6       | Tejinder Pal Singh       | Indie         | 19,23 | 19,97 | 19,88 | 20,36  | 20,33 | 20,15 | 20,36    |       |
| 7       | Mostafa Amr Hassan       | Egipt         | 20,11 | 19,98 | x     | x      | x     | x     | 20,11    |       |
| 8       | Aleksandr Lesnoj         | Rosja         | 19,56 | x     | 19,61 | x      | 19,59 | 'x    | 19,61    |       |
| 9       | Maksim Afonin            | Rosja         | 19,52 | 19,44 | x     | NQ     | NQ    | NQ    | 19,52    |       |
| 10      | Tian Zizhong             | Chiny         | 18,31 | 18,59 | 18.93 | NQ     | NQ    | NQ    | 18,93    |       |
| 11      | Aliaksei Nichypar        | Białoruś      | 18,43 | 18,53 | X     | NQ     | NQ    | NQ    | 18,53    |       |
| 12      | Mohamed Reza Tayebi Seif | Iran          | 17,75 | 18,03 | 1x    | NQ     | NQ    | NQ    | 18.03    |       |
| 13      | Arttu Kangas             | Finlandia     | 17,47 | x     | 18,03 | NQ     | NQ    | NQ    | 18,03    |       |
| 14      | Georgi Iwanow            | Bułgaria      | 17,77 | 17,42 | 17,59 | NQ     | NQ    | NQ    | 17,77    |       |
| –       | Abdelrahman Mahmoud      | Brunei        | x     | x     | x     |        |       |       | NM       |       |

Źródło: Wuhan.